# Marrocos nos Jogos Olímpicos de Verão de 2000
Marrocos participou dos Jogos Olímpicos de Verão de 2000 em Sydney, Austrália.